# Apiocera parahydra
Apiocera parahydra är en tvåvingeart som beskrevs av Mont A. Cazier 1982. Apiocera parahydra ingår i släktet Apiocera och familjen Apioceridae.
Artens utbredningsområde är Arizona. Inga underarter finns listade i Catalogue of Life.